# Fərrux İsmayılov
Farrukh Ismayilov (ur. 30 sierpnia 1978) – azerski piłkarz grający na pozycji napastnika.